# 피그미쥐여우원숭이
피그미쥐여우원숭이(Microcebus myoxinus) 또는 피터쥐여우원숭이는 쥐여우원숭이의 일종이다. 몸무게가 단지 43~55g에 불과하여, 세계에서 두 번째로 작은 영장류이다. 등 쪽은 적갈색을 띠며 배 쪽은 흰색이다. 건조한 낙엽성의 숲에서 산다.
피그미쥐여우원숭이의 길이는 12~13cm 정도이다. 작은 크기와 야행성의 특징 때문에 1세기가 넘게 발견되지 않았으나, 서부 마다가스카르의 키린디 숲에서 재발견되었다. 이들은 섬의 다른 지역에서도 서식하는 것으로 믿어지고 있으나 아직까지는 키린디 지역에서만 발견된다.
이 여우원숭이는 하루 동안 휴식을 취하는 데, 목숨을 뺏길 위험이 증가하는 훤히 트인 곳에서 잠을 자는 경향이 있다. 또한 코쿠렐쥐여우원숭이의 버려진 둥지를 쓰기도 한다.
잠을 잘 때, 신진대사율이 86% 감소하여 체온이 6.3~6.8 °C까지 떨어진다. 수면시간은 4.6~19.2시간으로 폭이 넓으며 평균 9.6시간 수면을 하게 된다.